# Sárköz (néprajzi táj)

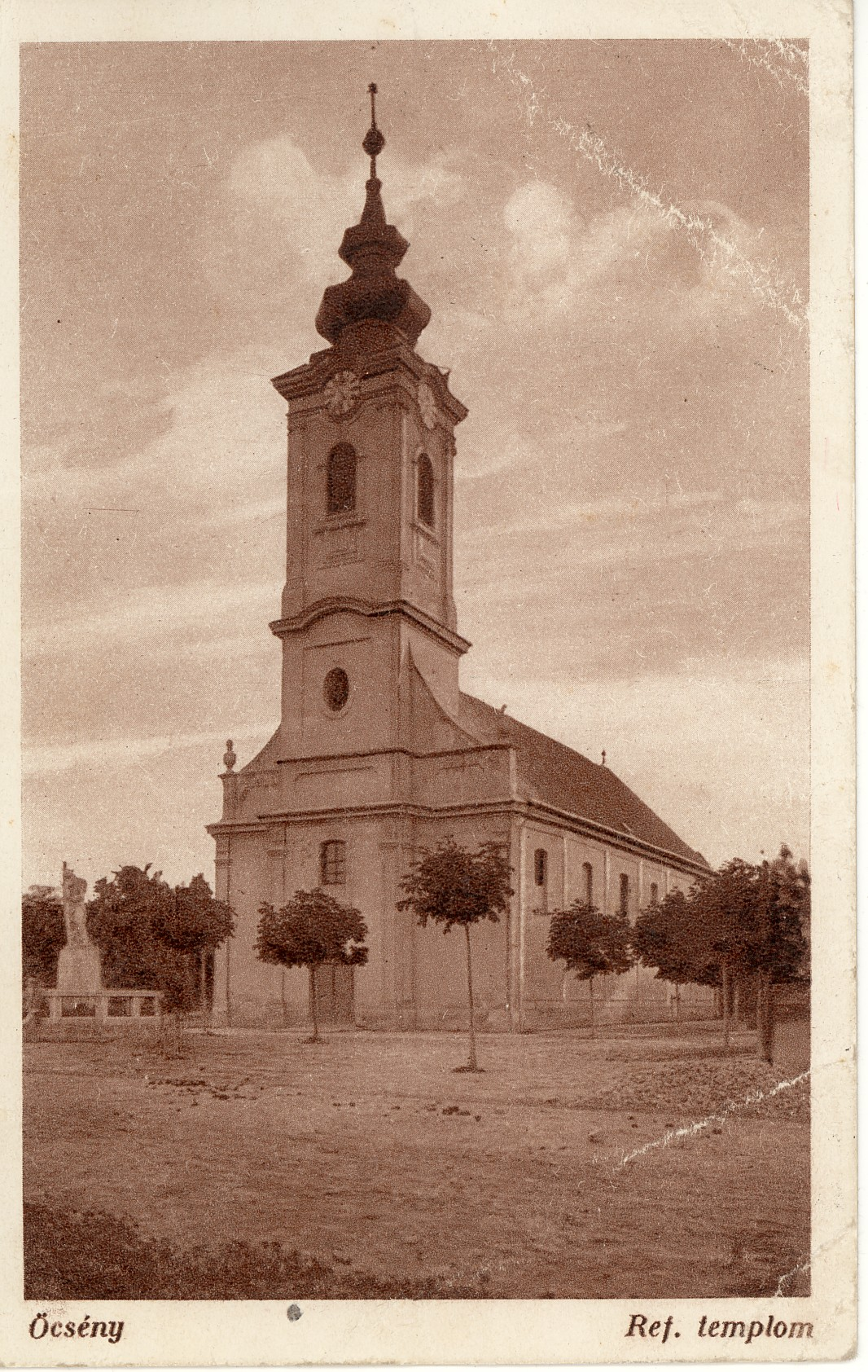
Az őcsényi református templom egy korabeli fényképen

A Sárköz vagy Tolna megyei Sárköz mint néprajzi kistáj a magyar néprajztudományban többnyire Alsónyék, Decs, Őcsény és Sárpilis községek területét jelenti. A táj némely szerzőnél Bátával, az itt élő református lakossággal is kiegészül, másoknál egész Bátával. A tájnév előfordul a „Tolna megyei” jelzővel és anélkül egyaránt.
A földrajztudományi értelemben vett Sárköz a néprajzi tájnál nagyobb területet jelöl. A Sárköz név a néprajzi szerzők többsége számára a két világháború között, a 20. században szűkült le a Tolna vármegyei nevezetes négy falura. Ennek hatására a Sárköz szó jelentésének térbeli leszűkülése nemcsak a tudományban következett be, hanem a közvélemény tudatában is. Ehhez nagymértékben hozzájárult az egyke fölfedezése, nemzeti üggyé válása, az írók, szociográfusok, újságírók nagy hírverése a Tolnai-Sárköz körül.
Szócikkünkben a Sárköz elnevezést következetesen a néprajzi kistájra használjuk.

## A táj felfedezése
A négy falu lakosságát református vallása különítette el a környező települések lakóitól. Népművészetének sajátos stílusával a vidék korán felhívta magára a figyelmet. Már a 17–18. században felkeresték a tájegység jellegzetességei iránt érdeklődő utazók, de a 19–20. században is fogadott jeles vendégeket: Garay János, Baksay Sándor, Móricz Zsigmond, Féja Géza írókat. Gazdag népzenei anyagára Liszt Ferenc és Kodály Zoltán is felfigyelt, népművészetének pompája, színharmóniája többek között Csók Istvánt is megihlette.

## Történelem

### Középkor

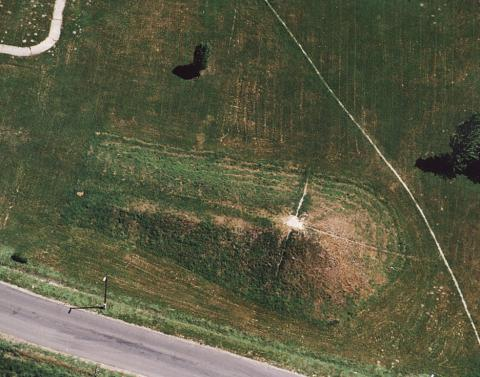
Decs madártávlatból

A honfoglalást követően magyarok, majd besenyők telepedtek meg itt. A helynevek és okleveles adatok alapján Győrffy György ezt írja: „A korai besenyőségnek tekintélyes kiterjedésű településterülete húzódik itt le, a Duna menti mocsarakban. Központja kb. a mai Sárköz… Az itteni besenyőség már a 12. század folyamán teljesen elmagyarosodhatott.
A sárközi és a környékbeli helynevek eredete a legkorábbi századokba nyúlik vissza. Őcsény, Decs neve bizonytalan eredetű, többen a fejedelmi családdal hozzák kapcsolatba. Pesty Frigyes úgy tudja, hogy Őcsény Árpád-kori település, amelynek lakói az I. Béla király alapította szekszárdi apátság szabados katonái: a libertinusok voltak. I. Rákóczi Ferenc hadjárata után a Kálvin vallására tértek, és emiatt elvesztették kiváltságaikat.
A decsiek iskolai tanulmányaikból és ismeretterjesztő előadásokból tudják, hogy községük története a magyar állam alapításáig nyúlik vissza, és hogy Decs lakói a honfoglalás után érkezett, a magyarságba beolvadt kunok és besenyők leszármazottai.
Nyék egy honfoglaló törzstöredék nevéből ered, lakói úgy tudják, hogy a honfoglaláskor ide a kazár vagy kun-kabar törzs telepedett le és – szerintük – ők ezek leszármazottai.
Pilis talán szláv földrajzi elnevezésből származik. A falu nevének eredetéről az egyik népies föltevés az, hogy a mocsaras vidéken sok volt a pille. Ezért: pillés, és ebből lett Pilis. A másik álláspont szerint a falu a nádas, mocsaras, ingoványos területből kiemelkedő kopasz dombra települt, amely olyan volt, mint a barátok pilise.
Ete személynévből eredhet. Ete már korábban is népes település volt, hisz a 14. század elején a Szentlélek tiszteletére avatott aránylag nagy jövedelmű parochiális egyházáról olvasunk a pápai tizedjegyzékben.
Ugyanekkor Etén kívül csupán Ebes, Őcsény, Kesztölc és Aszivágy voltak a Sárközben templomos helyek, Decsen csak fakápolna állt még a 15. század elején is, s a váci káptalan 1402-ben kért engedélyt a pápától, hogy helyette kőtemplomot építhessen és kegyúri plébániát alapíthasson. Minthogy kérvényében megemlíti, hogy ezen a vidéken a templomok kőből épültek, kőtemploma volt Etének is. 1402-ben a váci káptalan engedélyt kért a pápától, hogy a decsi fatemplom helyére kőtemplomot emelhessen és kegyúri plébániát alapíthasson.

### Török hódoltság
A török hódoltság alá kerülő sárköziek kétfelé adóztak, hiszen új uruknak, a töröknek is fizettek tizedet a gabonatermésből. A szőlőművelés nagy arányban folyt tovább a török alatt is, a magyar és a török források egyaránt a bortermelés központi szerepét tanúsítják. A távoli városok kereskedői is borért látogatták Szekszárd környékét, bár kétségtelen, hogy a munkaigényes szőlőművelés a hódoltsági területeken jelentősen visszaesett. A szőlők pusztulását a magyar források egyértelműen igazolják, de a termőterület csökkenéséről statisztikailag értékelhető adatokat nem szolgáltatnak. A bor nemcsak értékes kereskedelmi cikk volt, hanem azért is fontos szerepet játszott a belső-sárközi falvakban, mert pótolta az ivóvizet, így megvédte az ott élőket a mocsaras vidékeken gyakori járványoktól. Ezért a hegyalji falvak lakói mellett a göröndökön megtelepedett sárközieknek is voltak itt szőleik. De még távolabbi vidékekről, sőt a Duna bal partjáról valókat is találunk a musttizedet fizetők között, így például Kesztölcön pilisiekkel, decsiekkel és asszonyfalvaiakkal mellett négy pestivel is találkozunk. A csatári hegyen Tolnaiak, gerjeniek, faddiak, mázaiak és ságiak, Ebesen tolnaiak, ráckeveiek, kalocsaiak és őcsényiek műveltek szőlőt.
Bár a defterek eredményei magasak, mégis ezek a reálisabb adatok, mivel összeíróik birtokon belül voltak, a szigetiek pedig messze voltak a Sárköztől, és az urbáriumot bemondás alapján állították össze. A defterdár semmiképpen sem tüntethetett fel a valóságosnál több tizedet, mert mindennel el kellett számolnia. Hamisan magas adatok felvételével önmagát károsította volna meg.

#### Reformáció
A Dunamente – közte a Sárköz lakossága is – a magyar területek közül az elsők között tért át a protestáns vallásra – ahogy Földváry László, a Dunamelléki Református Egyházkerület historikusa írta: „A magyarföldi reformációnak kiindulási pontja az alsó-dunamellékén volt.” Már az 1540-es években terjedt itt a reformáció, és Tolna mezővárosa vált a hódoltsági területek egyik szellemi központjává. Itt már a 16. században protestáns főiskola működött, külföldet megjárt, művelt tanárokkal, és velük közvetlen kapcsolatban álltak a hitújítók:
- Sztárai Mihály
- Szegedi Kis István
- Skaricza Máté
- Eszéki Imre
- Tövisi Mátyás
- Thúri Farkas Pál
- Decsi Gáspár
- Tolnai Fabricius Bálint

Tolna mellett Decs is jelentős szerepet játszott a magyar reformáció terjesztésében. Forrásaink szerint a Sárközben először itt bukkant fel 1540-ben protestáns prédikátor, egy bizonyos Gergely pap. Decs olyannyira fontos szerepet játszott a korai magyar reformációban, hogy az 1560-as években Szegedi Kis István szuperintendens zsinatot tartott itt.

#### Migráció
A török megszállás hosszú ideje alatt a Sárköz sokat hanyatlott, különösen súlyos volt a pusztulás a utolsó évtizedekben. A nagyobb hadjáratok pusztításai mellett a martalócok, végvári vitézek állandó beütései okoztak nagy károkat. Az itt megmaradt csekély lakosság is állandóan útra készen állott. És folytonos mozgásban volt: Ete és Asszonyfalva lakóit Decs fogadta be; Sárpilis népe a Duna–Tisza közére menekült, majd visszatért; Dél-Baranyából pedig ide húzódtak fel menekülők.
A Dunamente török időket átélt régi magyar falvaiban a migráció legtöbbször nagy múltú népi kapcsolatokat éltetett: ilyen lehetett a halasi és a baranyai kapcsolat. Szinte természetes, hogy hagyományos népi kapcsolat állt fenn a Duna bal parti és jobb parti Sárköz régi falvai között, amely kapcsolat kihatott a két terület lakosságának migrációjára is.
Szeremle és Csanád falvakat református magyarok lakták, akik ha őseik költöztek is egyik faluból a másikba, a Duna menti tájon kontinuusnak számítottak. E falvak a szűkebb környék, a Duna-táj, tágabban a közép-magyarországi régió református népességével tartott fenn népi kapcsolatokat, ami együtt járt veszély esetén tömeges, békésebb időkben szórványos áttelepülésekkel. A népi kapcsolatok terén a török időkben szinte természetes dolognak számított az ismerős falvak közötti kiegyensúlyozott népességmozgás, az oda-vissza házasodás, a rendszeres ki- és beköltözés.

### 18–20. század
A népesség alakulása
| Év                           | Őcsény                                                                                 | Decs                                                                                         | Sárpilis                                                   | Alsónyék                                                 | Báta                                        |
| ---------------------------- | -------------------------------------------------------------------------------------- | -------------------------------------------------------------------------------------------- | ---------------------------------------------------------- | -------------------------------------------------------- | ------------------------------------------- |
| Az 1728-as összeírás szerint | 40 őslakos jobbágy családfő „hereditarii subditi„ , 23 fő egynegyed telken             | 3 egésztelkes jobbágy mellett 81 fél- és negyedtelkes jobbágy                                | 14 jobbágy, 4 zsellér                                      | 30 örökös jobbágy és 2 zsellér                           | 75 szabad költözésű jobbágy                 |
| 1794-es adatok               | 284 telkes gazda, 84 kisházas, 8 zsellér, 14 nemes és 3 mesterember, összesen: 1994 fő | 244 birtokos, 109 zsellér és 7 házatlan zsellér, 2 nemes és 7 mesterember, összesen: 4000 fő | 56 sessiós gazda, 24 kisházas, 2 zsellér, összesen: 570 fő | 149 jobbágycsalád, 22 kisházas, 4 nemes és 1 mesterember | 116 gazda, 115 házas zsellér és 45 házatlan |
| 1869-es összeírás szerint    | 2225 fő                                                                                | 2375 fő                                                                                      | 598 fő                                                     | 998 fő                                                   | 3364 fő                                     |
| 1900-as adatok               | 3514 fő                                                                                | 3251 fő                                                                                      | 791 fő                                                     | 1318 fő                                                  | 4080 fő                                     |
| 1930-as adatok               | 3438 fő                                                                                | 4809 fő                                                                                      | 931 fő                                                     | 1690 fő                                                  | 3689 fő                                     |
| 2001-es adatok               | 2572 fő                                                                                | 4275 fő                                                                                      | 707 fő                                                     | 821 fő                                                   | 1927 fő                                     |
| Népsűrűség                   | 35 fő/km²                                                                              | 45 fő/km²                                                                                    | 32 fő/km²                                                  | 25 fő/km²                                                | 29 fő/km²                                   |

A vallási megoszlás alakulása
| Év   | Őcsény | Őcsény | Őcsény | Decs | Decs | Decs | Sárpilis | Sárpilis | Sárpilis | Alsónyék | Alsónyék | Alsónyék | Báta | Báta | Báta | Összesen | Összesen | Összesen |
|      | ref.   | ev.    | rk.    | ref. | ev.  | rk.  | ref.     | ev.      | rk.      | ref.     | ev.      | rk.      | ref. | ev.  | rk.  | ref.     | ev.      | rk.      |
| ---- | ------ | ------ | ------ | ---- | ---- | ---- | -------- | -------- | -------- | -------- | -------- | -------- | ---- | ---- | ---- | -------- | -------- | -------- |
| 1869 | 1991   | 3      | 191    | 2035 | 3    | 273  | 503      | 1        | 65       | 879      | 3        | 108      | -    | -    | -    | 5408     | 10       | 637      |
| 1880 | 1901   | 43     | 642    | 2032 | 19   | 571  | 519      | 1        | 133      | 826      | 2        | 281      | -    | -    | -    | 5278     | 65       | 1630     |
| 1890 | 2022   | 226    | 1410   | 2006 | 89   | 1014 | 510      | 4        | 195      | 907      | 15       | 435      | -    | -    | -    | 5445     | 334      | 3052     |
| 1900 | 1816   | 149    | 1490   | 1911 | 114  | 1112 | 488      | 14       | 267      | 856      | 7        | 437      | 464  | 13   | 3543 | 5535     | 297      | 7116     |
| 1910 | 1820   | 57     | 1531   | 1905 | 160  | 1532 | 481      | 14       | 371      | 843      | 14       | 659      | 431  | 8    | 3725 | 5490     | 253      | 7818     |
| 1920 | 1584   | 58     | 1755   | 1777 | 233  | 2221 | 447      | 17       | 452      | 725      | 28       | 670      | 341  | 6    | 3344 | 4874     | 342      | 8442     |
| 1930 | 1508   | 81     | 1811   | 1806 | 216  | 2700 | 422      | 71       | 434      | 711      | 19       | 939      | 322  | 5    | 3326 | 4769     | 392      | 9210     |

## Hagyományos gazdaság

### Földművelés
A régi Sárközben a földművelés jóformán csak annyira szorítkozott amennyi elég volt a kenyérre, szinte a 19. század végéig az állattartás érdekeinek volt alávetve. Táplálékul elsősorban búzát és kölest, takarmánynak pedig árpát és zabot termeltek. A 19. század vége óta elterjedt a kukorica, a burgonya a 19. század elején tűnt fel. A sárköziek nagy gondot fordítottak a kendertermesztésre hisz ez az anyag adta a híres sárközi viselet alapját.
A földművelés jelentősége a 19. század végén a területek ármentesítése folytán drámaian megnőtt.
Ármentesített terület alakulása művelési ágak szerint (1869–1895)
| Község   | Szántóföld | Szántóföld | Rét   | Rét   | Legelő | Legelő | Erdő | Erdő | Nádas | Nádas | Terméketlen | Terméketlen | Összes terület | Összes terület |
| Község   | 1869       | 1895       | 1869  | 1895  | 1869   | 1895   | 1869 | 1895 | 1869  | 1895  | 1869        | 1895        | Összes terület | Összes terület |
| Község   | kh.        | kh.        | kh.   | kh.   | kh.    | kh.    | kh.  | kh.  | kh.   | kh.   | kh.         | kh.         | kh.            |                |
| -------- | ---------- | ---------- | ----- | ----- | ------ | ------ | ---- | ---- | ----- | ----- | ----------- | ----------- | -------------- | -------------- |
| Őcsény   | -          | 4413       | 2932  | 1863  | 2703   | 1393   | 1434 | -    | 506   | 498   | 1153        | 563         | 8731           |                |
| Decs     | -          | 5804       | 3849  | 3747  | 2180   | 1273   | 1890 | 555  | 745   | 338   | 3389        | 336         | 12055          |                |
| Sárpilis | 204        | 2164       | 885   | 692   | 1130   | 263    | 41   | 77   | 488   | 40    | 668         | 180         | 3419           |                |
| Alsónyék | -          | 2575       | 1178  | 1709  | 764    | 1000   | 877  | -    | 1314  | 21    | 1491        | 319         | 5627           |                |
| Báta     | -          | 2364       | 380   | 1084  | 1021   | 781    | 254  | 103  | 1333  | 312   | 1791        | 134         | 4781           |                |
| Összesen | 652        | 20164      | 10979 | 10042 | 10108  | 6521   | 4614 | 783  | 4388  | 1210  | 9736        | 1759        | 40480          |                |

### Állattartás
A régi vízivilágban sok háziállatot tartottak: edzett nagyszarvú szürkemarhákat; gyors, aprótermetű, télire hosszú szőrt eresztő parlagi lovakat és a bakonyi sertésekre emlékeztető, hosszú orrú kesedisznókat; juhokat és kecskéket azonban nem, mivel nem tudták a vizet megúszni. Csak a szőlőhegy kopár oldalain legelt egy-két birka, hogy az ünnepi paprikást elkészíthessék belőlük. Az aprójószágok közül a vadkacsához hasonló tarka tollú réce (kacsa) és riba (liba) volt a legtöbb, valamint a tík (tyúk).

### Halászat
A állattartásnál kiterjedtebb volt a halászat. A legjobb zsákmánnyal a Nagy-Duna és számos holtága, morotvája kecsegtetett, a halászok azonban a kisebb folyókon és vízfolyásokon is kivetették hálóikat. A halászó helyeknek úgyszólván „fele hal, fel víz” volt. Sokféle halat ismertek: tok, kecsege, márna, menyhal, ponty, kárászponty, süllő, tarkasüllő vagy barátkóc, erős farkú süllő, kardakeszeg, márnakeszeg, patuckeszeg, jászkeszeg, karikakeszeg, sivánkeszeg, vörösszárnyú keszeg, buborkakeszeg, dévérkeszeg, balin vagy kapókeszeg, harcsa. A tavi halak közül ismerték: a csukát, a compót, a kárászt, a budrest vagy durgencs és a paptetűt. A sárköziek kitűnően ismerték a vizek járását és a halak természetét. Asárközi kisvizeknek a rekesztőhalászat felelt meg legjobban: ennek segítségével a hal útját elzárva olyan helyre terelték, ahonnan könnyűszerrel ki tudták szedni. A vejszét és a varsát használták erre a célra. A vizes világban „sült hallal ették a főtt halat”. Ha megunták, csak a fejét vagy csak a derekát fogyasztották el, a többit eldobták. Télre is tettek el halat: fölhasítva alaposan kimosták, egy napig sóban tartották, kipöckölték a hasát és úgy szivarították (szárították) a kéményben és a padláson. A felesleget a környékbeli piacokon adták el, vagy terményért elcserélték. A halászat annyira fontos volt a sárközieknek, hogy népdalaikban is megörökítették:
De szeretnék aranyhallá válni:

Sárpilistől, Bátáig úszkálni.

Rátalálnék babám hálójára,

Elbúcsúznék tőle utoljára.

### Szőlőtermesztés
A sárközi szőlők a híres szekszárdi szőlővidékhez tartoznak. A régi Sárközben a szőlő volt a legfontosabb kultúrnövény. A filoxéravész előtt hazai fajtákat termeltek, ezeket nem kellett olyan intenzíven gondozni (pl. permetezni), mint a későbbieket. A szüret ünnepség számba ment. A szőlőt zsákba gyömöszölve alacsony taposókádba tették. Alatta sajtár állt a kicsurgó színlének; ha megtelt, az úgynevezett töldöklőn át töltötték hordóba. Mezítláb taposták ki a szőlőt, a zsákba maradt ún. csömögét villával átrakták a bálványos faprés kosarába, és amikor megtelt, kisajtolták. A bort vasabroncsos hordóba tárolták. Híres volt a decsi szagos, a bátaszéki fehér és a szekszárdi vörös. A régi Sárvízen Szekszárdig is fölmentek a borszállító hajók, de a sárköziek is elszállították boraikat kocsival Fehérvárra, Budára, Győrbe és Bécsbe.

## Népi kultúra

### Díszítőművészet

#### Népviselet
A Kárpát-medence magyar népviseletei közül kettő válik ki gazdagságát, színösszeállítását, alapanyagát tekintve: a kalotaszegi és a sárközi.

#### Szövés
A sárközi díszítőművészet legfejlettebb, legismertebb ága a szövés. A sárközi szövésről szóló első híradás 1715-ből származik.

#### Hímzés
A sárközi hímzés múltja nem a szabott és a parittya főkötőkkel kezdődik, hanem a feketével hímzett halotti párnákkal.

#### Kerámia
A „sárközi stílus” összefoglaló név, mely több központ munkásságát összegzi bizonyos stílusjegyek alapján. Bár a stílusegységet alkotó fazekasközpontok – Baja, Mórágy, Szekszárd, Siklós és bizonyos értelemben Mohács – nem a Sárközben vannak, az elnevezés mégis helytálló.

### Települések és építkezés
A Sárközre a zárt falvak, valamint a szétszórtan épített szőlőbeli tanyák és a Duna-menti szállások jellemzőek. A falvak sokszor elpusztultak, újjáépültek.

### Népszokások
A sárközi népszokások változatosak, bonyolultak és gazdagok, igen sok régi elemet őriztek meg. Három csoportra oszthatjuk őket: Az emberi élet főbb állomásaihoz kapcsolódóak (születés, házasság, halál), a gazdasági élettel kapcsolatos szokások (aratás, szüret, fonó, disznótor stb.) és a jeles napokhoz (ünnepekhez) kapcsolódóak.

#### A családi élethez kapcsolódó szokások
- Születés, paszita és csöröglő: A gyermekágyas asszonyt és az újszülöttet sokféle babonás eljárással védték: A vánkos alá kést tettek, fokhagymát dugtak a kulcslyukba, hogy távol tartsák a boszorkányt. Keresztelőre a módosabbak 5-10 komát is meghívtak. A keresztelő napján egyszerű vendégség volt: hideg ételeket tálaltak fel. Ezután a komaasszonyok naponta felváltva hordták a paszitát: Díszes komatálba téve az ételt (leves, sült, tésztafélék) külön komakendővel (szőttes abrosz) kötötték le. Kínálás előtt megkóstolták, hogy a gyermekágyas jobb étvággyal fogyassza. A csöröglő volt az igazi örömünnep, amelyet aratás, szüret, disznótor idején tartottak, néha csak egy-két évvel a születés után. Eredetileg csak az elsőszülött fiú, később a leány kedvéért is megrendezték. Valósággal kisebbfajta lakodalom volt. A vendégeket a bába toborozta össze, aki itt a vőfély szerepét töltötte be. A vendégek csöröglét (forgácsfánkot) vittek.
- Lakodalom: A Sárköz a korai házasságok hazája volt. A lakodalmi szokások több részből tevődtek össze:

Kérető vagy kullogó (leánykérés); Elkendőzés, kézfogó vagy jegyváltás (eljegyzés); Hívogatás; Ökörvágó vagy készítő; Nász; Esküvő; Lakodalmi ebéd; A menyasszony kikérése és elsiratása; az ágyvitel; A menyasszony beköszöntése; Lakodalmi vacsora; Kásapénz és szakácstánc; Lakodalmi tréfák, menyasszonytánc; Újmenyecske tánca; Csiszló vagy tyúkverő
- Temetés és halotti tor: A temetés utáni este van a tor, csak idősebb emberek tiszteletére tartották.

#### A gazdasági élet szokásai
A gazdasági jellegű népszokások közül a Sárközben a szőlő- (hálótanya, szüret) és kendermunkákkal (kendergázolás, fonó) kapcsolatban éltek legszínesebb és legváltozatosabb hagyományok. A szőlőőrzés szokását már 1833-ban leírta Garay János. A szüreti bál a hagyományos formák között zajlott, külön helyi koreográfiája nem volt.
- Disznóvágás: Téli időszakban rokoni és baráti segítséggel vágták a disznót, a munka végeztével este nagy tort tartottak.

#### A jeles napokhoz kapcsoló szokások
A sárköziek jóval kevesebb jeles napokhoz kapcsolódó népszokást ismernek, mint gazdasági vagy családi vonatkozásút.Országos viszonylatban is feltűnően kevés a jeles napjaik száma. Ismerik a Luca-napi kurkálást. A jeles névünnepek alkalmával a névnapi köszöntést, az aprószenteki suprikálást, az újév köszöntést. Megtartották a farsangot, elterjedt volt a nagypénteki mosakodás és féregűzés, a Szent György napi harmatszedés. A bátaiak húsvétkor tojást hímeztek. Május 1-jén májusfát állítottak. Bátán ekkor majálist tartottak, ez volt a májusi kalinkózás.

### Néphit
A régi sárköziek hittek a rendkívüli képességű emberekben és csodás lényekben. Azt tartották, aki keresetlen szenet talált, ördögi hatalmat nyert. Úgy is lehetett valaki látó és tudó, ha Luca-székre ült. A szemverést az összenőtt szemöldökű, úgynevezett szúrós nézésű emberek tekintetének tulajdonították. Nagyon sokat foglalkoztatta a sárközieket a kincs, a kincskeresés gondolata. Erre a foggal körömmel született hetedik gyermeket, az úgynevezett táltost (a sámán magyar utódja) tartották megfelelőnek. A fekete jérce Luca-napján tojt első tojásából kelt ki a lúdvérce (lidérc): csak férfi költhette ki a hóna alatt.

### Népköltészet
A sárközi népköltészetnek legjellemzőbb műfaja a lírai dal. A Sárköz népdalkincse feltűnően gazdag, egy-egy jó énekes sokszor több száz nótát is ismert. Minden alkalmat felhasználtak a nótázásra, még hangszeres zenekíséret mellett is daloltak pl. tánc közben. A szebb alkotások rendkívül rövid idő alatt elterjedtek, és az újak mellett sokáig megőrizték a hagyományos dalkincset is. Az országosan ismert dalokat itt is tudták, sok esetben helyi szövegváltozattal. A lírai dalok közül a szerelmi népdalok csoportja a leggazdagabb. A legrégibb szerelmi népdalok a vízivilágot idézik:
Sűrű nádas, magas a teteje,

Szárcsamadár fészket rakott benne.

Mondd meg nekem, te fekete madár:

Merre jár most az én kedves babám.
Sok pásztor- és betyárdalt is tudtak. A dalok mellett verset, rigmust, különféle mondókákat, falucsúfolókat és találóskérdéseket is gyűjtöttek náluk.

### Néptánc
A sárközi táncdialektus a kelet-dunántúli csoporthoz tartozik, amely tovább folytatódik a Duna-Tisza közi Bácskába, Kalocsán és környékén, és általában a Duna egész mellékén. A sárköziek minden alkalmat megragadtak a táncra. Változatosság, a mozgás magasfokú, művészi megnyilvánulása, erő és optimista öntudat jellemző rájuk. A sárközi táncok legrégiesebb rétegét a kanásztáncok képviselik. E régi férfi szóló a Sárközben már fejlettebb páros, csoportos tánccá alakult; a kanásztáncból sarjadt a cinöge, az ugrós és még több más tánc. A verbunk is ismert volt. A páros táncok közül a lassú csárdás eléggé színtelen, annál jellemzőbb a gyors, friss csárdás. A viszonylag épen fennmaradt női körtáncok mindmáig nagyon sok alkalmi változatban élnek. A sárközi táncok közül a nők karikázója (körtánca) tér el legjobban az országosan ismert típusoktól, ez a legjellemzőbb és talán a legszebb táncuk.

### Népnyelv
A sárközi népnyelv az alföldi nyelvjárásterület duna-drávai csoportjába tartozik. Hangtani szempontból legfőbb jellemzője az ö-zés. Használata azonban soha nem volt olyan következetes, mint például Szeged környékén. Hasonló jellegzetesség a diftongus (kettős magánhangzó). Jellemző igei és főnévi ragjuk az -a, -e, -ja, -je helyett használt i: adi, tudi, mondi. Nagyon szeretik még a kicsinyítő képzőket, amelyek igéhez és névszóhoz egyaránt járulhatnak például gyerökcse. Erőteljesek és régies jellegűek a sárközi szólások is.

## A Sárköz települései

### Jelenlegi települések
- Őcsény
- Decs
- Sárpilis
- Alsónyék
- Pörböly
- Báta

### Kihalt települések
- Fejérvíz
- Csatár
- Ebes
- Almás
- Ete
- Nyíró
- Lak
- Ság
- Kürt
- Lajvér
- Lángfő
- Kesztölc
- Újfalu
- Kövesd
- Farkasd
- Iccse
- Malonta
- Kis-Őcsény
- Kis-Decs
- Bogra
- Ózsák
- Szomfova (korábban Asszonyfalva)
- Györke
- Nyámád
- Szentmiklós